# Waeng (huyện)
Waeng (tiếng Thái: แว้ง) là huyện (amphoe) cực nam của tỉnh Narathiwat, phía nam Thái Lan.

## Lịch sử
Huyện này tiền thân là huyện Tomo (โต๊ะโมะ), một đơn vị hành chính thuộc Mueang Ra-ngae. Làng này phát triển dân số do có hoạt động khai thác mỏ vàng ở dó. Năm 1935, tiểu huyện (king amphoe) bao gồm phần trung tâm của Tomo được thành lập với tên Pa Cho (ปาโจ). Năm 1939, tiểu huyện được đổi tên thành Tomo do có phó huyện tên Tomo, cuối cùng tên gọi đã được đổi thành Waeng. Năm 1953, tiểu huyện Tomo đã bị giải thể và đưa vào Waeng. Năm 1957, phó huyện Tomo cũng bị giải thể và đưa vào phó huyện Samong, lúc đó tạo thành một khu vực tách ra từ tiểu huyện Sukhirin năm 1977.

## Địa lý
Các huyện giáp ranh (từ phía tây theo chiều kim đồng hồ) là Sukhirin, Su-ngai Padi và Su-ngai Kolok. Về phía nam là bang Kelantan của Malaysia.
Cửa khẩu biên giới Thái Lan-Mã Lai nằm ở làng Ban Buketa, bên kia là thị xã Bukit Bunga của Malaysia.
Một phần của Khu bảo tồn đời sống hoang dã Hala-Bala nằm ở Huyện.

## Hành chính
Huyện này được chia thành 6 phó huyện (tambon), các đơn vị này lại được chia ra thành 45 làng (muban). Có hai thị trấn (thesaban tambon): Waeng nằm trên một phần của tambon Waeng, và Buketa nằm trên một phần của tambon Lochut.
| STT | Tên       | Tên tiếng Thái | Số làng | Dân số |  |
| --- | --------- | -------------- | ------- | ------ |  |
| 1.  | Waeng     | แว้ง            | 7       | 12465  |  |
| 2.  | Kayu Khla | กายูคละ         | 9       | 7308   |  |
| 3.  | Kholo     | ฆอเลาะ         | 7       | 6700   |  |
| 4.  | Lochut    | โละจูด          | 8       | 10677  |  |
| 5.  | Mae Dong  | แม่ดง           | 7       | 6009   |  |
| 6.  | Erawan    | เอราวัณ         | 7       | 4155   |  |